# حقوق العاملين في الجنس

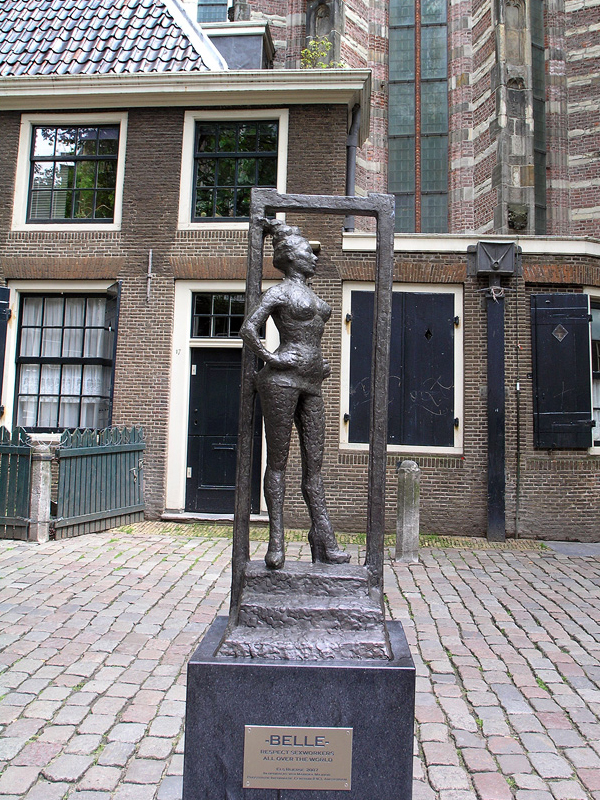

تشتمل حقوق العاملين في الجنس على غايات متنوعة تتابع عالميا من الأفراد والمنظمات التي تهتم تحديدا بالحقوق الإنسانية والصحية والمتعلقة بالعمل للعاملين في الجنس وعملاءهم؛ وتتنوع أهداف هذه الحركات، لكن غايتها بشكل عام إلغاء تجريم العمل في الجنس وإزالة وصمة العار عنه، وضمان المعاملة العادلة أمام القوى القانونية والثقافية على مستوى محلي ودولي لكل الأشخاض في مجال العمل الجنسي. 
يشير مصطلح العمل الجنسي أساسا إلى الدعارة، لكنه يشمل أيضا ممثلي برامج البالغين وعاملات الجنس على الهاتف وعارضات الأزياء عبر كمرات الويب وراقصات التعري وغيرهم ممن يقدمون خدمات لها علاقة بالجنس؛ والبعض يتوسع بالمصطلح ليشمل «موظفي الدعم» كالمدراء والموظفين ومصوري الفيديو وحراس النوادي وغيرهم. والجدل القائم حول موضوع العمل الجنسي غالبا ما يوصف بأنه قضية تخص حقوق النساء، وخصوصا من قبل الذين يقولون إن الدعارة ظالمة في جوهرها ويسعون إلى تجريمها لإبقائها غير شرعية؛ لكن في الحقيقة هناك العديد من الذكور وذوي الميول غير الثنائية الذين يقدمون خدماتهم الجنسية؛ ومعظم العاملين في الجنس لا يتمنون أن يصنفوا على أنهم مجرمين، وهم يعتبرون القوانين المناوئة للدعارة والإباحية وغيرها من فروع صناعة الجنس بأنها تنتهك حقوقهم.
ومنذ استخدام العاملين في الجنس مظلات حمراء في البندقية، إيطاليا عام 2001، كجزء من المعرض الفني التاسع والأربعون لمنظمة فينيسيا بيانال، أصبحت المظلة الحمراء الرمز الأهم والمعترف به عالميا لحقوق العاملين في الجنس. 

## وجهات نظر

### التمميز والوصم بالعار
يشعر عاملو الجنس بجميع أشكاله في معظم البلدان -حتى التي تشرع العمل الجنسي- بالعار والتهميش، وبأن هذا يمنعهم من السعي لإصلاح قانوني للتمييز (التمميز العرقي لصاحب نادي تعري مثلا، أو الفصل من منصب تعليمي بسبب الانخراط في صناعة الجنس)، وإلى عدم دفع العملاء الأجور أو التعدي أو الاغتضاب. ويعتقد النشطاء أن زبائن العاملين في الجنس يوصمون بالعار أيضا ويهمشون، وأحيانا أكثر من العاملين بالجنس أنفسهم. فمثلا في السويد والنرويج وآيسلاند من غير القانوني طلب شراء خدمات جنسية، ولا ينطبق الأمر على بيعها (أي يوصف طالب الخدمة الجنسية بأنه ارتكب جريمة، أما المومس فلا). 

### جدالات بشأن الإباحية
كانت المواضيع الرئيسية في الخطاب النسوي حول جنسانية المرأة خلال السبعينيات والثمانينيات: الإباحية والدعارة وتجارة البشر. وهذا أدى إلى ولادة الحركات العاملة من أجل حقوق العاملين في الجنس في أمريكا. ينسب اختراع مصطلح «العمل بالجنس» إلى كارول لايه في بداية الثمانينيات، وقد انتشر فيما بعد عن طريق كتاب نشر عام 1989 باسم «العمل بالجنس». وفي قرابة تلك الفترة، كانت الإباحية بالتحديد موضوع جدل بارز بين ناشطات الحملات النسوية بشأن حقوق المرأة؛ وقد حملت الحركة النسوية التي انخرطت في هذه الجدالات وجهة نظر معارضة لكيفية إنهاء العنف الجنسي ضد النساء، وصُنفت هؤلاء المنخرطات إما نسويات ليبراليات، أو نسويات راديكاليات؛ والمجموعة الثالثة صنفت على أنها موالية للجنس أو النسويات الإيجابيات تجاه الجنس، ووجهة النظر هذه تعتبر الدفاع النسوي الحقيقي عن الإباحية.

#### النسويات الراديكاليات
يرسو الجدل من الجهة الراديكالية على افتراض أن الإباحية تصور المرأة كتابعة وتقترف العنف ضدها  ومن بين بعض النسويات البارزات المناوئات للإباحية والمنخرطات في هذا الجدل باج ميليش وأندريا دوركن وكاثرن ماككينون. أصرت دوركن بأن قمع المرأة يحدث من خلال التبعية الجنسية، وبأنه لكي توجد المساواة في النوع الجنسي، يجب إنهاء التبعية؛ وهكذا تصرح بأن الدعارة والإباحية لا تتوافقان مع المساواة في النوع الجنسي. ومثلها تصرح ماككينون بأن الإباحية نوع من العنف الجنسي، وذلك بناء على أن الإباحية تنتهك الحقوق المدنية للمرأة، وطرحت هي ودوركن قانونا اسمه «قانون الحقوق المدنية المناهض للإباحية» الذي يسمح للمرأة بطلب التعويض لقاء الأضرار الناتجة عن الإباحية عن طريق المحاكم المدنية؛ واعتقدت باج ميلش مؤسسة منظمة النسويات المناهضات للإباحية FFP بالمثل، أن القضايا التي تواجه النسويات لها جذورها في الإباحية. وفي عام 1992 تحالفت ميليش مع محافظين للنضال في سبيل إقرار قانون تعويض ضحايا الإباحية، وقد صيغ على شاكلة قانون دوركن وماككنون. 

#### النسويات الليبراليات
اعتقدت النسويات الليبراليات على العكس تماما بأن الرأسمالية تسمح للمرأة بأن تقوم بأي خيار تريده؛ وبهذا تختار بعض النساء المشاركة في الإباحية ويقمن بأشكال أخرى من العمل. الشيء الرئيسي الذي تناضل هذه النسويات من أجله هو مناهضة الرقابة بغض النظر إن كن مع الإباحية شخصيا أم لا.وعلى هذا الجانب من الجدل هناك نسويات مثل جايل روبين ولين تشانسر. تقول روبن إن القوانين المضادة للإباحية يمكن أن تؤذي الأقليات الجنسية كالمثليين والمثليات والعاملين بالجنس والنسويات لأنها ستخلق مشاكل جديدة وأنماط من الإساءة ناتجة في الجانب المناهض للإباحية من استخدام كمية محدودة من الإباحية التي تظهر الحالات الأكثر تطرفا من العنف كالسادومازوخية. وبالمثل، تقول تشانسر إنه من الممكن لهذه الحالة المتصورة أن يتم تداولها بشكل رضائي وقانوني، تختبر فيها المرأة المشاعر الحقيقية بالمتعة دون أت تشعر بأنها خاضعة. أيضا صرحت أن بعض هؤلاء النسويات يؤمنّ بأن الإباحية تؤثر سلبا على المرأة عن طريق تسويق العنف ضد المرأة، في حين أنها ليست كذلك حقيقةً. وهكذا تلخص بأن النسويات الراديكاليات ينظرن إلى الإباحية بأنها إصلاح سريع لمشكلة اجتماعية أكبر بكثير. 

#### النسويات الإيجابيات تجاه الجنس
تؤمن النسويات الإيجابيات تجاه الجنس بأنه لا يجب ذم أي شكل من أشكال التعبير الجنسي، عدا غير الرضائية منها.  ومن أكبر المؤيدين لهذا التوجه النسوي كارول كوين، تقول إن النسويات الراديكاليات قد يعممن أحيانا إلى أكبر مدى طالما الأمر يخص النساء، ولا يأخذن بعين الاعتبار الظروف المعقدة كالسادومازوخية والدعارة. وتقول إليزا غليك أيضا إن ترتيب السلطة ضمن العلاقات لا يمنع المرأة من ممارستها، وأن هذا الترتيب يمكن أن يستخدم لتمكين المرأة من ممارستها.

#### الرجال والإباحية
هناك جدل فيما إذا كان التعرض للإباحية بين الرجال جيدًا لصحتهم، رغم أنه في دراسة لما يزيد عن 300 رجل تراوحت أعمارهم بين 18 73 عاما، أفاد 97% منهم أنهم شاهدو الأفلام الإباحية، 94% أنهم شاهدوها خلال الستة أشهر الأخيرة، و82% منهم يقومون بذلك في سلوك يمكن تسميته «بمنتظم». وأفاد الرجال من كل الأعمار عن خبرة إيجابية إجمالا مع الأفلام الإباحية، رغم أن الرجال الأصغر عمرا عبروا عن سلبية أعلى من الرجال الكبار، وقد فسر الباحثون ذلك بأن الأفلام الإباحية غير متماثلة مع تصوراتهم الجنسية. 

## سجالات «حروب الجنس»
يدور جدل بأن الإباحية وفرت الحرية لظهور سجالات «حروب الجنس»، وهو عنوان ابتكرته مفكرات نسويات. بدأت هذه السجالات في الثمانينيات وتمحورت حول طرق تصوير المرأة في العلاقات الجنسية المغايرة. كانت الفرضية الأساسية للحركة المناهضة للإباحية تستند إلى الجدل القائل أن الإباحية مهينة وعنيفة ضد المرأة. واعتقدن هؤلاء النسويات أيضا بأن الإباحية تشجع الرجال على التصرف بعنف نحو المرأة  وتقول النسويات الليبراليات إن هذا الرأي لا يأخذ بعين الاعتبار المتعة التي يمكن أن تختبرها المرأة، وصرحن أن هذه السجالات تأتي بنتيجة عكسية على المرأة وتعرضها في الواقع لخطر إخضاع أعلى. 
هكذا أصبحت تتركز السجالات على دور السيطرة في العلاقات المتغايرة وكيف تنتقل هذه السيطرة إلى مناطق أخرى من حياة المرأة. إن هذه النظريات في جنسانية الرجل وتشييء المرأة وجنسانيتها جدلية لأنها أطّرت النقاشات اللاحقة عن التجارة بالبشر، وفيها يُميز بين العمال المجبرين والعمال الطوعيين. 